# Kreutles

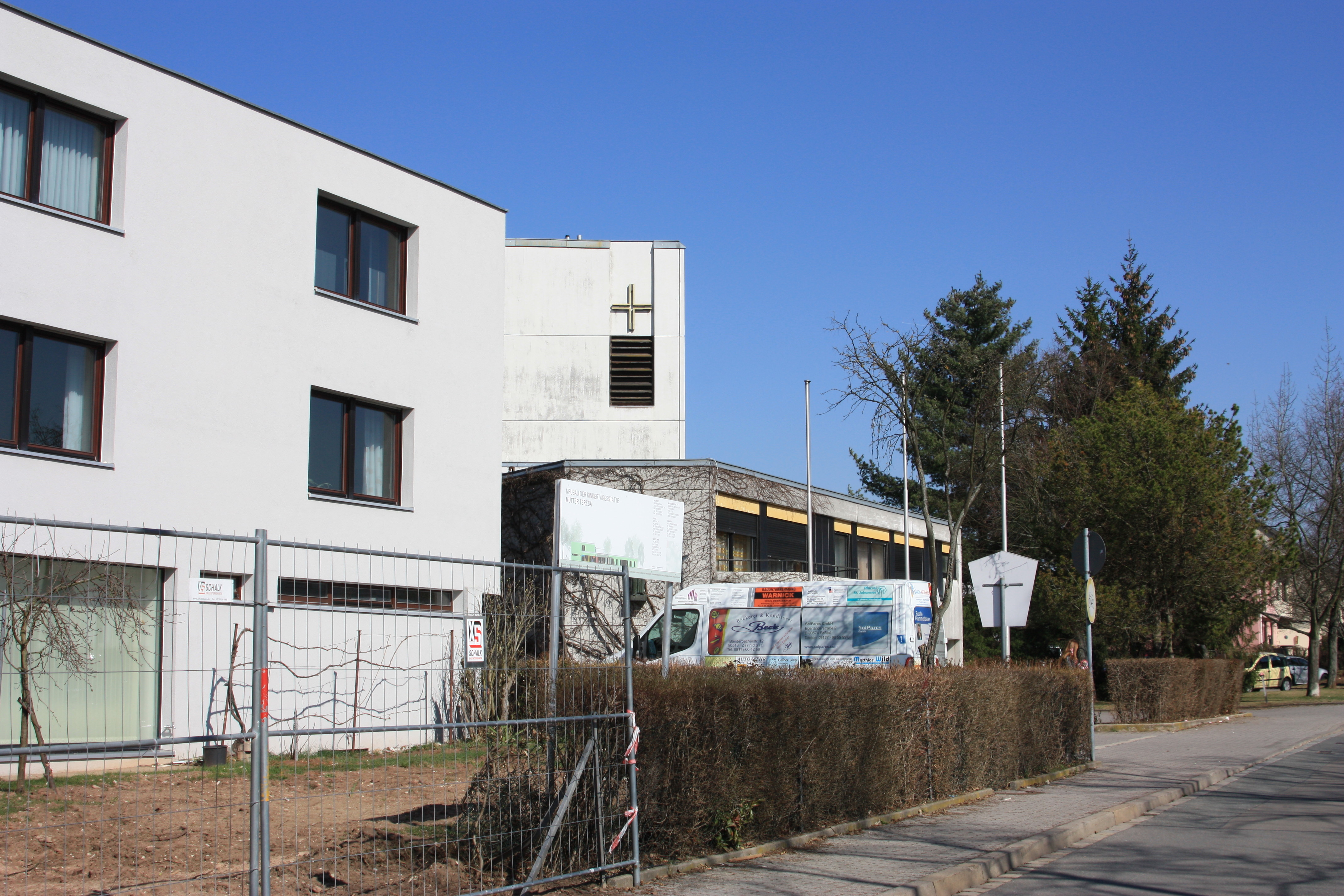
Die katholische Pfarrkirche St. Johannes

Kreutles (fränkisch: „Graidles“) ist ein Gemeindeteil der Stadt Oberasbach im Landkreis Fürth (Mittelfranken, Bayern). Kreutles liegt in der Gemarkung Oberasbach.

## Geographie
Das Pfarrdorf bildet mit dem nördlich gelegenen Altenberg eine geschlossene Siedlung. Unmittelbar südlich des Ortes fließt der Asbach, ein linker Nebenfluss der Rednitz. Im Osten grenzt das Naturschutzgebiet Hainberg an. Gemeindeverbindungsstraßen führen nach Unterasbach (1,3 km südlich), nach Oberasbach (1,5 km westlich) und nach Altenberg zur Staatsstraße 2245 (1 km nördlich).

## Geschichte
Der Ort wurde 1279 als „Ruite“ erstmals urkundlich erwähnt, als Eberhardus de Hertingsberg dem Nürnberger Klarissenkloster u. a. Güter in diesem Ort schenkte. 1289 wurde der Ort „Reutelin“ genannt, ab 1396 auch „Gereutel“. Dem Ortsnamen liegt das mittelhochdeutsche Verbum „riuten“ zugrunde und ist demnach nach einer Rodung entstanden. Ab 1289 erscheint der Ortsname mit der angehängten fränkischen Verkleinerungsform „-les/lin“.
Gegen Ende des 18. Jahrhunderts gab es in Kreutles 4 Anwesen. Das Hochgericht übte das brandenburg-ansbachische Richteramt Roßtal aus. Grundherren waren die Reichsstadt Nürnberg: St.-Klara-Klosteramt (1 Hof, 1 Halbhof), Schlüsselfelder-Stiftung (1 Halbhof) und der Nürnberger Eigenherr von Kreß (1 Halbhof). Die Dorf- und Gemeindeherrschaft hatten die Grundherren abwechselnd inne. 1801 gab es im Ort weiterhin 4 Anwesen.
Von 1797 bis 1808 unterstand der Ort dem Justiz- und Kammeramt Cadolzburg. Im Rahmen des Gemeindeedikts wurde Kreutles dem 1808 gebildeten Steuerdistrikt Oberasbach zugeordnet. Es gehörte auch der im selben Jahr gegründeten Ruralgemeinde Oberasbach an.

### Baudenkmäler
- Ortsstraße 2: Wohnstallhaus[10]
- Steinkreuz[10]

### Einwohnerentwicklung
| Jahr      | 001818 | 001840 | 001861 | 001871 | 001885 | 001900 | 001925 | 001950 | 001961 | 001970 | 001987 | 002022 |
| Einwohner | 27     | 34     | 56     | 49     | 51     | 54     | 45     | 265    | 167    | 3103   | 2387   | 2413   |
| Häuser    | 5      | 9      |        |        | 8      | 8      | 8      | 14     | 22     |        | 500    |        |
| Quelle    | [ 12 ] | [ 13 ] | [ 14 ] | [ 15 ] | [ 16 ] | [ 17 ] | [ 18 ] | [ 19 ] | [ 20 ] | [ 21 ] | [ 22 ] | [ 1 ]  |

## Religion
Der Ort ist seit der Reformation evangelisch-lutherisch geprägt und war ursprünglich nach St. Rochus (Zirndorf) gepfarrt, aktuell ist die Pfarrei St. Markus (Altenberg) zuständig. Die Einwohner römisch-katholischer Konfession sind nach St. Johannes (Oberasbach) gepfarrt.